# Prosymna greigerti
Prosymna greigerti — вид змій родини Prosymnidae. Мешкає в Західній і Центральній Африці.

## Підвиди
Виділяють два підвиди:
- Prosymna greigerti greigerti Mocquard, 1906;
- Prosymna greigerti collaris Sternfeld, 1908.

## Поширення і екологія
Prosymna greigerti поширені від Сенегалу і Гамбії на схід до Судану і Ефіопії. Вони живуть в сухих саванах Судану і Сахелю, де середньорічна кількість опадів коливається від 200 до 1000 мм. Живляться яйцями плазунів.